# Alain Maréchal

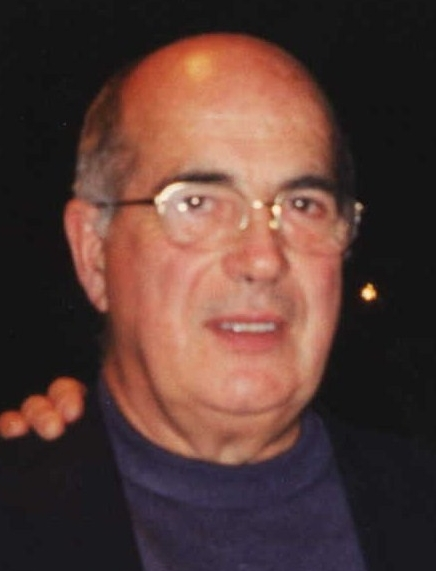
Alain Maréchal

Alain Maréchal (* 27. Juni 1939 in Maule (Yvelines)) ist ein ehemaliger französischer Radrennfahrer und nationaler Meister im Radsport.

## Sportliche Laufbahn
Maréchal war im Bahnradsport aktiv. Seine Spezialdisziplin war das Steherrennen. Er hatte seinen bedeutendsten sportlichen Erfolg mit dem Gewinn der Bronzemedaille im Steherrennen der Amateure bei den Bahnradsport-Weltmeisterschaften 1965. 
Die nationale Meisterschaft im Steherrennen der Amateure gewann er 1965.

## Familiäres
Er ist der Sohn des von Jean Maréchal, der ebenfalls Radrennfahrer war.